# Alexander Aravena
Alexander Ernesto Aravena Guzmán (* 6. September 2002 in Huechuraba) ist ein chilenischer Fußballspieler. Seit März 2023 ist der Stürmer chilenischer Nationalspieler.

## Karriere

### Verein
Alexander Aravena kam im Alter von acht Jahren in die Jugend von Universidad Católica, wo er regelmäßig Torschützenkönig seiner Liga wurde. Im Januar 2020 absolvierte der junge Stürmer sein erstes Profispiel gegen CD Huachipato, das Católica mit 3:0 gewinnen konnte. Mit dem Universitätsklub wurde Aravena sowohl Apertura 2020 als auch Apertura 2021 Meister, allerdings kam er 2020 in insgesamt vier Ligapartien und 2021 in nur einer Ligapartie zum Einsatz. Durch seine geringe Einsatzzeit beim Meister wechselte Aravena für die Saison 2022 auf Leihbasis zu Deportivo Ñublense. In seinem ersten Spiel im Februar 2022 für seinen neuen Klub erzielte er sogleich sein erstes Ligator in der Primera División. Nach der erfolgreichen Leihe kehrte Aravena wieder zu den Cruzados zurück. Im Juli 2024 gab er seinen Wechsel nach Brasilien zu Grêmio bekannt.

## Nationalmannschaft
Alexander Aravena spielte bei der U-17-Fußball-Südamerikameisterschaft 2019 in Peru mit Chiles U-17 ein starkes Turnier und hatte mit vier Turniertoren einen großen Anteil an der Vizemeisterschaft hinter dem punktgleichen Argentinien. Bei der im Oktober stattfindenden U-17-Fußball-Weltmeisterschaft 2019 scheiterte Aravena mit Chile im Achtelfinale an dem Gastgeber und späteren Turniersieger Brasilien.
Sein Debüt für die A-Nationalmannschaft gab Aravena im März 2023 beim 3:2-Erfolg im Freundschaftsspiel gegen Paraguay, als er in der 51. Spielminute für den verletzten Ben Brereton eingewechselt wurde.

## Erfolge
- Chilenischer Meister: 2020, 2021
- Sieger der Supercopa de Chile: 2020, 2021